# Indianizzazione del Sud-est asiatico

Sfera culturale indiana.
- In arancione scuro il subcontinente indiano (India, Pakistan, Bangladesh, Sri Lanka, Maldive, Nepal e Bhutan.
- In arancione chiaro gli altri Paesi culturalmente legati all'India, in particolare Birmania, Thailandia, Cambogia, Laos, Vietnam, Indonesia, Malesia, Brunei e Singapore.
- In giallo le regioni con una significativa influenza culturale indiana, in particolare Afghanistan, Yunnan cinese, Tibet e Filippine.

L'indianizzazione del Sud-est asiatico si riferisce alla portata storica che ha assunto la cultura dell'India ad est del subcontinente indiano. Ciò riguarda in particolar modo la diffusione dell'induismo e del buddhismo dall'India al Sud-est asiatico da parte di viaggiatori e commercianti marittimi tra il V ed il XV secolo attraverso la via della seta. Furono inoltre introdotti nella regione sistemi di scrittura indiani come l'alfabeto Pallava utilizzato dalla dinastia Pallava dell'India meridionale.
Tale fenomeno coinvolse anche l'Asia centrale e orientale. Ad esempio l'Impero Gupta, che dominò il nord del subcontinente indiano, fu strumentale nella diffusione dell'alfabeto siddham in Cina e in Giappone.
Il termine vuole inoltre descrivere l'istituzione di regni nel Sud-est asiatico che si rifacevano a modelli di civiltà indiane con la diffusione della loro forma di scrittura, architettura, organizzazione sociale ed amministrazione. Ad ovest questa "Grande India" si sovrappone parzialmente con il mondo iranico o "Grande Persia" nelle catene montuose dell'Hindu Kush e del Pamir.
La definizione è infine correlata alle incertezze topografiche che circondano le Indie orientali durante l'epoca delle esplorazioni geografiche intraprese dagli europei.

## Definizione e nomenclatura
Nell'Europa medioevale il concetto delle "tre Indie" era di comune circolazione. L'India maggiore era rappresentata dalla parte più a sud dell'Asia meridionale, l'India minore ne veniva a costituire la parte settentrionale, mentre l'India di mezzo era la regione del vicino Medio Oriente. Il nome "Grande India" (in lingua portoghese "India Maior") è stato usato almeno dalla metà del XV secolo in poi.
Il termine, che pare esser stato utilizzato con una precisione via via variabile, a volte significava solamente "subcontinente indiano"; gli europei utilizzavano una varietà di termini per definire le regioni relative all'insieme dell'Asia meridionale e per designare la penisola del Sud-est asiatico tra cui "Alta India", "Grande India", "India esterna" e "India d'acque".
Purtuttavia, in alcuni resoconti di viaggi nautici europei, la Grande India (o India Maggiore) si estendeva dalla costa del Malabar (oggi situata in Kerala) fino all'India extra-gangetica (l'India al di là del fiume Gange), ma solitamente le Indie orientali, vale a dire la zona corrispondente all'attuale arcipelago malese, mentre l'India minore si spingeva dalla regione del Malabar fino al Sindh. Il nome di "India lontana" è stato a volte usato per coprire tutte le moderne regioni del Sud-est asiatico mentre, altre volte, solo la loro parte continentale.
Alla fine del XIX secolo, la Grande India riferita all'Hindustan (nord-ovest del subcontinente) comprendeva la regione del Punjab, l'intera catena montuosa dell'Himalaya estendendosi verso est in direzione dell'Indocina (compresa la Birmania), parti dell'Indonesia (cioè le isole della Sonda, il Borneo e Celebes) e le Filippine. Gli atlanti geografici tedeschi a volte distinguevano l'India anteriore (la penisola meridionale) e l'India posteriore (il Sud-est asiatico).
Secondo il modello della tettonica delle placche, con la collisione tra la placca indiana e l'Asia, "Grande India" viene a significare il subcontinente indiano postulato sino alla sua massima estensione settentrionale. Anche se il suo utilizzo in geologia preceda la teoria tettonica, il termine ha veduto un suo maggior utilizzo a partire dagli anni '70 del '900.

## Regni indianizzati
Il concetto di regni indianizzati descritto dallo storico ed archeologo francese George Coedès si basa sulle influenze culturali ed economiche indù e buddhiste nel Sud-est asiatico. Il Regno di Butuan nell'arcipelago filippino, il regno del Champa, l'epoca conosciuta come "periodo Dvaravati", il Regno del Funan, Gangga Negara, Kadaram (il moderno Kedah), il regno di Kalingga, la regione del Kutai, il regno indo-malese di Langkasuka, il Regno di Thaton ed il Regno di Pagan nei territori dell'odierna Birmania, Pan Pan, Po-ni (l'attuale Brunei), Tarumanagara ed il Regno di Tondo furono tra i primi stati e periodizzazioni storiche a forte predominanza indù presenti nel Sud-est asiatico, stabilitisi per la maggior parte a partire intorno ai primi quattro secoli dell'era volgare.
Pur essendo culturalmente affini alla cultura indiana, essi erano indigeni ed indipendenti dall'India. Stati come Srivijaya, l'Impero di Majapahit e l'Impero Khmer si svilupparono in territori autonomi ed avevano economie che rivaleggiavano con quella indiana. Borobudur sull'isola di Giava, ad esempio, è il più grande monumento buddhista mai costruito. Coedès è stato però anche aspramente criticato per aver sottovalutato l'elemento prettamente indigeno di questi vari regni, in un'eco inconsapevole del progetto europeo di "missione civilizzatrice".
Il professore francese Robert Lingat, assieme forse al giurista statunitense John Henry Wigmore, è stato il più grande e quasi l'unica autorità sulla storia del diritto siamese; entrambi hanno teso a sottolineare il contributo svolto dalle società del sudest asiatico per il ruolo e la formazione dei loro regni. In particolare, dove Coedès vedeva i mercanti indiani come fondatori di questi Stati, Lingat considera invece fondatori i governanti di quei territori, che solo in seguito avrebbero importato i brahmini nella loro qualità di specialisti dei rituali indiani, come consulenti del Dharma o delle pratiche di regalità indiane. Quest'ultimo punto di vista viene anche sostenuto dalla tesi secondo la quale i commercianti indiani non avrebbero posseduto la conoscenza rituale necessaria, quella che è poi diventata così importante all'interno di queste società.
Tali regni hanno presto sviluppato una stretta affinità con le pratiche religiose indiane, ma anche culturali ed economiche, senza forzature provenienti dai governanti dei regni indiani. La questione rimane comunque controversa; H. G. Quaritch Wales (1900-81), in particolare, ha avanzato l'ipotesi che l'indianizzazione sia stata opera di mercanti indiani e commercianti in contrasto con i relativi leader politici, anche se i grandi viaggi compiuti dai monaci buddhisti come Atisha divennero in seguito di fondamentale importanza.
Ci fu anche un mercante di nome Magadu, passato alla storia come Wareru e fondatore del Regno di Hanthawaddy, che commissionò al gruppo etnico dei mon specialista di tradizioni indiane, il compito di compilare il cosiddetto "Codice di Wareru", che ha costituito la base per il diritto comune in Birmania fino ai giorni nostri. I regni maggiormente indianizzati combinavano sia credenze indù sia pratiche buddhiste in una maniera che si richiama al sincretismo. Kertanagara, l'ultimo re di Singhasari, si è a questo proposito descritto come "Sivabuddha", incarnazione contemporanea del dio induista Śiva e del Buddha.
I vari governanti del Sud-est asiatico adottarono con entusiasmo gli elementi del "rajadharma" (il dharma dei Raja, con credenze indù e buddista, componente i codici socio-religiosi e le pratiche giudiziarie) per legittimare il proprio dominio e le città allora costruite, come Angkor, per affermare il potere reale riproducevano una mappa dello spazio sacro derivato dalle descrizioni del Rāmāyaṇa e del Mahābhārata. Essi inoltre frequentemente adottavano lunghi titoli in lingua sanscrita, mentre i nomi delle città da loro fondate, come Ayutthaya in Thailandia, capitale dell'omonimo regno, erano presi dai nomi di quelle presenti nei poemi epici indiani.
Le relazioni culturali e commerciali tra la potente dinastia Chola dell'India meridionale e i regni locali indù portarono il golfo del Bengala ad essere denominato "lago Chola", mentre l'aggressione dei Chola contro l'Impero Srivijaya avvenuta nel 1025, l'unico attacco militare indiano contro il Sud-est asiatico, fu dovuto all'espansione marittima dei Chola che trovò come ostacolo la talassocrazia di Srivijaya. L'Impero Pala del Bengala, che controllava il cuore della diffusione buddhista in India, mantenne sempre stretti legami economici, culturali e religiosi con quelle zone, in particolare proprio con Srivijaya.

### Regni di terraferma
- Langkasuka (dalla lingua sanscrita langkha indicante la "terra risplendente" e sukkha "felicità") era un antico regno indù che si trovava nella penisola malese. Insieme all'insediamento della antica Kedah, è probabilmente uno dei primi appigli territoriali indù fondati nella regione. Secondo la tradizione, la fondazione dello Stato sarebbe avvenuta nel II secolo; alcune leggende malesi sostengono che Langkasuka sia stata fondata a Kedah, e che solo più tardi trasferì la capitale nella zona di Pattani.
- Il Regno del Funan era una comunità politica comprendente la parte più meridionale della penisola indocinese durante il periodo che intercorre tra il I ed il VI secolo ed aveva il suo centro di potere nel delta del Mekong[27]. Funan è nota per esser stata la più antica cultura indù presente in questo territorio, il che suggerisce una prolungata interazione socio-economica con i partner commerciali marittimi provenienti dall'ovest[28].

Le idee culturali e religiose indiane avevano raggiunto Funan tramite le vie commerciali che attraversavano l'Oceano Indiano, ma il vero e proprio commercio con l'India aveva avuto inizio ben prima del 500 a.C. in quanto la lingua sanscrita indù non era ancora stata sostituita dalla lingua pāli più buddhista. L'autore indiano Mishra Pragya, nel suo saggio Storia culturale della diaspora indiana in Cambogia, sostiene che "Funan era una delle colonie stabilite dagli indiani in Cambogia". È stato infine determinato come la lingua in Funan fosse di derivazione diretta dal sanscrito e sia stata espressa con una scrittura che fu alla base dell'alfabeto khmer.
- Il Regno di Chenla è stato il sistema politico succeduto a quello di Funan ed esistette dal tardo VI secolo fino agli inizi del IX secolo in Indocina, precedendo l'impero dei Khmer. Come il suo predecessore Funan, anche Chenla occupava una posizione strategica in cui le principali rotte commerciali marittime indiane e quelle della sfera culturale dell'Asia orientale convergevano, con conseguente prolungata influenza socio-economica e culturale; oltretutto anche con l'adozione del sistema di scrittura epigrafico dell'India meridionale utilizzato dalla dinastia Pallava e dai Chalukya[29][31][32].

Il primo sovrano di Chenla, Vīravarman, adottò l'idea di regalità divina ed ampliò il concetto di Harihara, il dio sincretico indù "che ha incarnato le molteplici nozioni del potere". I suoi successori continuarono questa tradizione, obbedendo in tal maniera al codice di condotta delle Manusmṛti (Le Leggi di Manu) per la casta guerriera dei Kshatriya e trasmettendone l'idea di autorità politica e religiosa.
- Il regno di Champa (o Lin-yi come viene definito nei registri cinesi) controllava quello che oggi è il centro e il sud del Vietnam, per un periodo di tempo che va dal VII fino a quasi il XVIII secolo. La religione dominante del popolo Chăm fu l'induismo e tutta la sua cultura è stata fortemente influenzata dalla cultura dell'India. In seguito venne conquistato dai vietnamiti, e da allora quel territorio fu conosciuto come Đại Việt.
- L'Impero Khmer è stato istituito con un'iniziazione e mitica cerimonia di consacrazione che ne rivendicava la legittimità politica a partire dal suo fondatore Jayavarman II, avvenuta sulla cima del Phnom Kulen (o monte Mahendra) nell'anno 802[34]. Una serie di potenti sovrani, continuando il tradizionale culto indù di Devaraja, regnò per tutto il periodo classico della civiltà Khmer fino all'XI secolo.

Una nuova dinastia di origine provinciale introdusse successivamente il buddhismo, producendo una discontinuità religiosa nella casa regnante, col risultato di un sempre più ampio decentramento. L'Impero ebbe fine nel XIV secolo, quando i Khmer furono ridimensionati e diedero vita al Regno di Cambogia, finendo per abbandonare la gloriosa capitale Angkor ed entrando in un lungo periodo di vassallaggio ai vicini siamesi e vietnamiti. L'amministrazione, l'agricoltura, l'architettura, l'idrologia, la logistica, la pianificazione urbanistica e le arti in genere ebbero nel periodo imperiale un alto grado di sviluppo e raffinatezza nelle esecuzioni artistiche, realizzate sulla base di un'espressione distinta ed autonoma della cosmologia induista.
- I Regni dell'etnia Mon furono assiduamente impegnati nella diffusione della cultura indiana, mantenendo forti legami con lo Sri Lanka, culla del buddhismo theravada. Tra i principali vi furono quelli della confederazione Dvaravati, che tra la seconda metà del I millennio fino al XIII secolo dominarono la valle del Chao Phraya, l'odierna Thailandia Centrale, spingendosi fino alla valle del Mekong e lungo la penisola malese. Il Regno di Thaton, che fu fondato nel IX secolo, e il successivo regno di Hanthawaddy, che ebbe fine per mano dei bamar nel 1539, egemonizzarono la Birmania meridionale.
- I regni dei popoli tai dominarono buona parte del sudest asiatico a partire dal XIII secolo; assimilarono in prevalenza la cultura dei Mon e dei Khmer, adottando come religione di Stato il buddhismo theravada. I più importanti furono il Regno di Sukhothai e quello di Lanna, fondati nei territori dell'odierna Thailandia nel XIII secolo, e nel secolo successivo quelli di Ayutthaya, che progressivamente assorbì Sukhothai e Lanna, e di Lan Xang, nei territori dell'odierno Laos.
- I regni dei bamar, il gruppo etnico dominante in Birmania, comprendono il Regno di Pagan, che fu fondato nel IX secolo ed assimilò il buddhismo theravada dai Mon di Thaton, nonché quelli ad esso collegati delle successive dinastie di Toungoo e di Konbaung.
- Tra gli altri regni minori vi fu quello di Tambralinga, nella zona centrale della penisola malese, che fu fondato nella seconda metà del I millennio e sopravvisse come Regno di Nakhon Si Thammarat in qualità di vassallo del Regno di Ayutthaya dei siamesi. Subì l'influenza dei Mon, dei Khmer e soprattutto dei Malay dell'Impero Srivijaya, dai quali assimilò il buddhismo Mahāyāna.[37]

### Regni insulari
- Srivijaya: dal VII al XIII secolo fiorì quest'impero marittimo incentrato sull'isola di Sumatra in Indonesia, avendo adottato il buddhismo Mahāyāna e Vajrayana sotto una linea di governanti che vanno da Dapunta Hyang Sri Jayanasa sino alla dinastia dei Sailendra. Roccaforte del "veicolo di diamante" Vajrayana, Srivijaya attrasse pellegrini e studiosi provenienti da molte altre parti dell'Asia; Il libro cinese de I Ching riferisce che il regno avesse ospitato più di mille studiosi buddhisti. Uno dei più notevoli saggi buddhisti di origine locale, Dharmakirti, insegnò filosofia buddhista a Srivijaya ed a Nālandā, divenendo inoltre uno dei maestri di Atisha.

Per la maggior parte della sua durata temporale quest'impero malay poté godere di un rapporto cordiale sia con la Cina sia con l'impero Pala del Bengala, prova ne sono le quasi 860 iscrizioni che il maharaja Balaputra fece incidere e dedicare ad un monastero situato proprio nei pressi dell'università buddhista di Nalanda in territorio Pala. Il regno cessò di esistere nel corso del XIII secolo a causa di vari fattori, tra cui l'espansione degli imperi giavanesi Singhasari e Majapahit.
- Regno di Medang o Mataram: fiorì tra l'VIII e l'XI secolo; inizialmente posizionato a Giava Centrale, per poi trasferirsi a Giava occidentale. Questo regno ha prodotto un gran numero di Mandir e complessi templari buddhisti, tra cui Borobudur e Prambanan, un tempio induista dedicato specificamente al dio della Trimurti Shiva. I Saliendra sono stati la famiglia regnante di questo territorio nella sua prima fase, per poi essere sostituiti dalla dinastia induista Isyana.
- Impero Majapahit: quest'impero si sviluppò nella parte più ad occidente dell'isola di Giava ed è succeduto a quello Singhasari, fiorendo nell'intero arcipelago indonesiano tra il XIII e il XV secolo. Questi giavanesi furono celebri per la propria espansione in campo navale da ovest verso est, all'incirca da Lamuri in Aceh per finire a Wanin in Papua. Majapahit è stato uno degli ultimi e più grandi imperi indù marittimi del sudest asiatico; la maggior parte della cultura indù dei balinesi è stata prodotta e deriva direttamente dall'impero Majapahit; un gran numero di nobili, sacerdoti ed artigiani hanno trovato rifugio a Bali dopo il declino causato dall'ascesa del sultanato di Demak.
- Regno di Tondo

## Sfera culturale indiana

Espansione dell'induismo nel Sud-est asiatico.

L'uso del termine "Grande India" per far riferimento alla sfera culturale indiana in gran parte del Sud-est asiatico è stato reso popolare da una rete di studiosibengalesi nel corso degli anni '20 del XX secolo, tutti membri della "Greater India Society" di Calcutta. Tra i primi leader di questo movimento vengono inclusi lo storico RC Majumdar (1888-1980), Suniti Kumar Chatterji (1890-1977), Prabodh Chandra Bagchi (18989-1956), ed infine gli storici Phanindranath Bose e Kalidas Nag (1891-1966).
Alcune delle loro formulazioni teoriche sono state ispirate dagli scavi concomitanti svoltisi ad Angkor da parte di archeologi francesi e dagli scritti dello studioso di indologia nonché storico delle religioni Sylvain Lévi. Gli studiosi della società hanno postulato l'idea di un'antica benevola colonizzazione culturale indiana del Sud-est asiatico, del tutto in netto contrasto a loro avviso col colonialismo del XX secolo di stampo occidentale.
Il termine "Grande India" e la nozione esplicita di una colonizzazione indù del Sud-est asiatico sono stati collegati sia al nazionalismo indiano sia a quello più specificamente religioso indù. Tuttavia molti nazionalisti indiani, come Jawaharlal Nehru e Rabindranath Tagore, anche se ricettivi ad un'idealizzazione dell'India quale modello benigno di civilizzazione e fonte non coercitiva di illuminazione globale, sono rimasti distanti dalle ben più esplicite formulazioni di "indianizzazione del sudest asiatico", ovvero del concetto di Grande India. Inoltre alcuni studiosi hanno veduto anche il modello di acculturazione induista/buddhista nell'antico Sud-est asiatico come un unico processo culturale in cui il secondo era la matrice e l'Asia meridionale la mediatrice.
Nel campo della storia dell'arte, soprattutto negli scritti americani, il termine è vissuto più a lungo a causa dell'influenza data dallo storico dell'arte Ananda Coomaraswamy, il cui punto di vista di un'arte pan-indiana è stata influenzata dai nazionalisti culturali della società di Calcutta.

### Comunanze culturali
La diffusione della cultura indiana è dimostrata attraverso un gran numero di esempi. Una delle prove più tangibili della comunanza nella tradizione dharmica è molto probabilmente la diffusione dell'"Anjali Mudra" o Pranamasana, usato come gesto di saluto e di rispetto; è anche dimostrato che l'indiano Namasté ed altri gesti simili sono diffusi nell'intero Sud-est asiatico, in quanto affini al cambogiano sampeah, all'indonesiano sembah e al thailandese Wai (saluto).
Per quel che riguarda la religione, la mitologia ed il folklore, possiamo dire che:
- L'induismo è ancor oggi praticato dalla maggioranza della popolazione dell'isola di Bali in Indonesia[49].
- Garuḍa, una figura della mitologia indiana, è presente negli stemmi dell'Indonesia, della Thailandia e di Ulan Bator.
- Il Muay thai, un'arte di combattimento, è la versione thailandese dello stile di combattimento indù Musti-yuddha.
- Kaharingan, una religione popolare indigena seguita dalle persone Dayak del Borneo, viene classificata come una delle forme di induismo presenti in Indonesia.
- La Mitologia filippina include il dio supremo Bathala (divinità) e il concetto di Diwata con la convinzione ancora ricorrente nel Karma; tutti derivati da concetti filosofico-religiosi indù-buddisti.
- Il folklore malese contiene una ricca serie di personaggi mitologici indiani molto influenti, come Bidadari o Apsaras, Jaṭāyu, Garuda e i Nāga.
- La tradizione del teatro delle ombre Wayang Kulit e i drammi raccontati attraverso la danza classica di Indonesia, Cambogia, Malesia e Thailandia hanno storie tratte da episodi del Rāmāyaṇa e del Mahābhārata.

Per quanto concerne l'architettura e i monumenti lo stesso stile architettonico dei templi indù è stato utilizzato in diversi antichi Mandir del sudest asiatico, tra cui Angkor Wat, che era stato dedicato al dio indù Visnù e viene visualizzato sull'attuale bandiera della Cambogia; ma anche Prambanan in Giava Centrale - il più grande tempio indù presente in Indonesia - è dedicato alla Trimurti composta da Brahmā-Visnù-Shiva.
Il complesso di Borobudur, anch'esso nel centro di Giava, è il più grande monumento buddhista del mondo.